# Іванченко Ірина Альбертівна
Іри́на Альбе́ртівна Іва́нченко (* 17 квітня 1974, Київ) — українська поетеса. Член Національної спілки письменників України.

## Біографічні відомості
1997 року закінчила факультет прикладної математики Київського політехнічного інституту. Навчалася в аспірантурі Інституту прикладного системного аналізу НТУУ «Київський політехнічний інститут».
З 2008 року — шеф-редактор професійного журналу «Кадровик-01» та експертно-правової системи «Expertus: Кадри».
У 1995—1996 роках була президентом Київського клубу поетів.

## Творчість
Пише українською та російською мовою.
Видано збірки поезій:
- «Возьми меня в ладони» (Київ, 1995),
- «Дворы и башни» (Київ, 1995),
- «Бес сомнений» (Київ, «Юг», 2010)
- «Соблазны Город постирать» (Київ, «Радуга», 2011)
- «Прощёное воскресенье» (Київ, 2014).
- «Река Снов» (Київ, «Український письменник», 2016, 108 с.).

Вірші друкувалися в антологіях: «Украина. Русская поэзия. ХХ век»
- у колективних збірниках:
  - «Семьсот строк» (Кривий Ріг, 1995),
  - «Какие мы? Попробуем понять» (Київ, 1999),
- в альманахах:
  - «Владимирская, 57» (випуски 1—2, Київ, 1994—1995),
  - «Москва, как много в этом звуке» (Москва, 1997),
  - «Юрьев день» (Київ, 2002),
  - «XX век, запомни нас такими» (Київ, 2003),
  - «Форум» (Дніпропетровськ, 2013—2015)
- в журналах «Радуга», «Эмигрантская лира» (Бельгія), «Хортица», «Южное Сияние», «Склянка Часу» (Україна-Німеччина) та ін.
- в періодиці («Літературна Україна», «Независимость» та ін.)

Переможець Всесвітнього поетичного конкурсу «Емігрантська ліра» 2013 року (номінація «Неоставленная страна», Бельгія-Франція, 2013).